# Davao del Sur

Davao del Surs läge i Filippinerna

Davao del Sur är en provins på ön Mindanao i Filippinerna. Den är belägen i Davaoregionen och har 2 121 300 invånare (2006) på en yta av 6 378 km². Administrativ huvudort är Digos.
Provinsen är indelad i 14 kommuner och 2 städer. Större städer är Davao City och Digos.